# Holubice (ort i Tjeckien, Södra Mähren)
Holubice är en ort i Tjeckien.   Den ligger i regionen Södra Mähren, i den östra delen av landet, 200 km sydost om huvudstaden Prag. Holubice ligger 239 meter över havet och antalet invånare är 834.
Terrängen runt Holubice är platt söderut, men norrut är den kuperad. Runt Holubice är det tätbefolkat, med 257 invånare per kvadratkilometer. Närmaste större samhälle är Brno, 14,9 km väster om Holubice. Trakten runt Holubice består till största delen av jordbruksmark.